# Coppa del Mondo di bob 2005
La Coppa del Mondo di bob 2004/05, organizzata dalla FIBT, è iniziata il 25 novembre 2004 a Winterberg, in Germania ed è terminata il 27 febbraio 2005 a Lake Placid negli Stati Uniti d'America. A partire da questa stagione i calendari sono stati unificati e pertanto le gare maschili e femminili si svolgeranno nella medesima tappa. Sono staete disputate ventuno gare, sette nel bob a 2 uomini, nel bob a 2 donne e nel bob a 4 in sette differenti località.
Nel corso della stagione si sono tenuti anche i campionati mondiali di Calgary 2005, in Canada, competizione non valida ai fini della Coppa del Mondo, mentre la tappa di Altenberg ha assegnato anche il titolo europeo.

Questa Coppa del Mondo si è svolta come di consueto in parallelo alla Coppa del Mondo di skeleton.

## Risultati

### Uomini
| Data             | Località          | Specialità | Primi classificati                                                           | Secondi classificati                                                         | Terzi classificati                                                      |
| ---------------- | ----------------- | ---------- | ---------------------------------------------------------------------------- | ---------------------------------------------------------------------------- | ----------------------------------------------------------------------- |
| 27 novembre 2004 | Winterberg        | A due      | André Lange Kevin Kuske Germania                                             | Martin Annen Cédric Grand Svizzera                                           | Aleksandr Zubkov Dmitrij Stëpuškin Russia                               |
| 28 novembre 2004 | Winterberg        | A quattro  | Todd Hays Pavle Jovanovic Bill Schuffenhauer Steve Mesler Stati Uniti        | Aleksandr Zubkov Aleksej Selivërstov Sergej Golubev Dmitrij Stëpuškin Russia | Martin Annen Andi Gees Beat Hefti Cédric Grand Svizzera                 |
| 4 dicembre 2004  | Altenberg         | A due      | Pierre Lueders Giulio Zardo Canada                                           | André Lange Kevin Kuske Germania                                             | René Spies Franz Sagmeister Germania                                    |
| 5 dicembre 2004  | Altenberg         | A quattro  | Todd Hays Pavle Jovanovic Bill Schuffenhauer Steve Mesler Stati Uniti        | Aleksandr Zubkov Aleksej Selivërstov Sergej Golubev Dmitrij Stëpuškin Russia | André Lange René Hoppe Thomas Pöge Martin Putze Germania                |
| 11 dicembre 2004 | Igls              | A due      | Martin Annen Beat Hefti Svizzera                                             | Pierre Lueders Lascelles Brown Canada                                        | Aleksandr Zubkov Dmitrij Stëpuškin Russia                               |
| 12 dicembre 2004 | Igls              | A quattro  | Aleksandr Zubkov Sergej Golubev Aleksej Selivërstov Dmitrij Stëpuškin Russia | Todd Hays Pavle Jovanovic Bill Schuffenhauer Steve Mesler Stati Uniti        | André Lange René Hoppe Thomas Pöge Martin Putze Germania                |
| 18 dicembre 2004 | Cortina d'Ampezzo | A due      | Pierre Lueders Lascelles Brown Canada                                        | Martin Annen Cédric Grand Svizzera                                           | André Lange Markus Zimmermann Germania                                  |
| 19 dicembre 2004 | Cortina d'Ampezzo | A quattro  | Martin Annen Andi Gees Beat Hefti Cédric Grand Svizzera                      | Aleksandr Zubkov Sergej Golubev Aleksej Selivërstov Dmitrij Stëpuškin Russia | Pierre Lueders Ken Kotyk Morgan Alexander Lascelles Brown Canada        |
| 22 gennaio 2005  | Cesana Torinese   | A due      | Martin Annen Cédric Grand Svizzera                                           | Pierre Lueders Lascelles Brown Canada                                        | René Spies Franz Sagmeister Germania                                    |
| 23 gennaio 2005  | Cesana Torinese   | A quattro  | Martin Annen Andi Gees Beat Hefti Cédric Grand Svizzera                      | Pierre Lueders Ken Kotyk Morgan Alexander Lascelles Brown Canada             | René Spies Franz Sagmeister Ronny Listner Alexander Metzger Germania    |
| 29 gennaio 2005  | Sankt Moritz      | A due      | Martin Annen Cédric Grand Svizzera                                           | Pierre Lueders Lascelles Brown Canada                                        | Aleksandr Zubkov Dmitrij Stëpuškin Russia                               |
| 30 gennaio 2005  | Sankt Moritz      | A quattro  | Pierre Lueders Ken Kotyk Morgan Alexander Lascelles Brown Canada             | Aleksandr Zubkov Sergej Golubev Aleksej Selivërstov Dmitrij Stëpuškin Russia | Hartl Sanktjohanser Christian Reppe Kai Kaufmann Thomas Prange Germania |
| 12 febbraio 2005 | Lake Placid       | A due      | Pierre Lueders Lascelles Brown Canada                                        | Aleksandr Zubkov Dmitrij Stëpuškin Russia                                    | Martin Annen Cédric Grand Svizzera                                      |
| 13 febbraio 2005 | Lake Placid       | A quattro  | Aleksandr Zubkov Sergej Golubev Aleksej Selivërstov Dmitrij Stëpuškin Russia | André Lange Thomas Pöge Ronny Listner Alexander Metzger Germania             | Martin Annen Andi Gees Thomas Lamparter Cédric Grand Svizzera           |

### Donne
| Data             | Località          | Specialità | Prime classificate                            | Seconde classificate                         | Terze classificate                         |
| ---------------- | ----------------- | ---------- | --------------------------------------------- | -------------------------------------------- | ------------------------------------------ |
| 25 novembre 2004 | Winterberg        | A due      | Sandra Prokoff Anja Schneiderheinze Germania  | Susi Erdmann Anne Dietrich Germania          | Cathleen Martini Janine Tischer Germania   |
| 3 dicembre 2004  | Altenberg         | A due      | Cathleen Martini Janine Tischer Germania      | Sandra Prokoff Anja Schneiderheinze Germania | Shauna Rohbock Erin Pac Stati Uniti        |
| 10 dicembre 2004 | Igls              | A due      | Sandra Prokoff Berit Wiacker Germania         | Cathleen Martini Janine Tischer Germania     | Shauna Rohbock Valerie Fleming Stati Uniti |
| 17 dicembre 2004 | Cortina d'Ampezzo | A due      | Sandra Prokoff Berit Wiacker Germania         | Susi Erdmann Anja Schneiderheinze Germania   | Jean Racine Vonetta Flowers Stati Uniti    |
| 21 gennaio 2005  | Cesana Torinese   | A due      | Sandra Kiriasis Berit Wiacker Germania        | Shauna Rohbock Valerie Fleming Stati Uniti   | Susi Erdmann Anne Dietrich Germania        |
| 28 gennaio 2005  | Sankt Moritz      | A due      | Jean Racine Vonetta Flowers Stati Uniti       | Sabina Hafner Katharina Sutter Svizzera      | Susi Erdmann Anne Dietrich Germania        |
| 14 febbraio 2005 | Lake Placid       | A due      | Sandra Kiriasis Anja Schneiderheinze Germania | Susi Erdmann Berit Wiacker Germania          | Jean Racine Vonetta Flowers Stati Uniti    |

## Classifiche

### Bob a due uomini
| Pos. | Nome pilota       | Nazione     | WIN | ALT | IGL | COR | CES | STM | LAK | Totale |
| ---- | ----------------- | ----------- | --- | --- | --- | --- | --- | --- | --- | ------ |
| 1    | Martin Annen      | Svizzera    | 2   | 4   | 1   | 2   | 1   | 1   | 3   | 630    |
| 2    | Pierre Lueders    | Canada      | 8   | 1   | 2   | 1   | 2   | 2   | 1   | 620    |
| 3    | Aleksandr Zubkov  | Russia      | 3   | 6   | 3   | 5   | 4   | 3   | 2   | 525    |
| 4    | André Lange       | Germania    | 1   | 2   | 4   | 3   | DNS | -   | 6   | 400    |
| 5    | Wolfgang Stampfer | Austria     | 4   | 10  | 8   | 6   | 8   | 6   | 10  | 374    |
| 6    | René Spies        | Germania    | 10  | 3   | 6   | 7   | 3   | DNS | -   | 317    |
| 7    | Ivo Rüegg         | Svizzera    | 22  | 11  | 9   | 15  | 9   | 4   | 5   | 303    |
| 8    | Fabrizio Tosini   | Italia      | 7   | 24  | 14  | 8   | 6   | 12  | 7   | 294    |
| 9    | Todd Hays         | Stati Uniti | 11  | 8   | 5   | 9   | 5   | -   | -   | 264    |
| 10   | Matthias Höpfner  | Germania    | 16  | 5   | -   | 12  | 13  | 8   | 13  | 241    |

### Bob a quattro uomini
| Pos. | Nome pilota       | Nazione     | WIN | ALT | IGL | COR | CES | STM | LAK | Totale |
| ---- | ----------------- | ----------- | --- | --- | --- | --- | --- | --- | --- | ------ |
| 1    | Aleksandr Zubkov  | Russia      | 2   | 2   | 1   | 2   | 5   | 2   | 1   | 625    |
| 2    | Martin Annen      | Svizzera    | 3   | 8   | 7   | 1   | 1   | 4   | 3   | 535    |
| 3    | Pierre Lueders    | Canada      | 4   | 6   | 6   | 3   | 2   | 1   | 5   | 525    |
| 4    | Matthias Höpfner  | Germania    | 7   | 4   | 4   | 8   | 4   | 5   | 7   | 435    |
| 5    | André Lange       | Germania    | 4   | 3   | 3   | 5   | -   | -   | 2   | 385    |
| 6    | Todd Hays         | Stati Uniti | 1   | 1   | 2   | 4   | DNS | -   | -   | 360    |
| 7    | Steven Holcomb    | Stati Uniti | 9   | 17  | 4   | 15  | 7   | 8   | 4   | 339    |
| 8    | Jānis Miņins      | Lettonia    | 6   | 10  | 8   | 6   | 10  | 10  | 17  | 318    |
| 9    | Bruno Mingeon     | Francia     | 10  | 9   | 9   | 7   | 16  | 14  | 6   | 301    |
| 10   | Wolfgang Stampfer | Austria     | 10  | 5   | 10  | 14  | 12  | 13  | 12  | 284    |

### Combinata uomini
| Pos. | Nome pilota       | Nazione     | WIN     | ALT     | IGL    | COR     | CES     | STM       | LAK     | Totale |
| ---- | ----------------- | ----------- | ------- | ------- | ------ | ------- | ------- | --------- | ------- | ------ |
| 1    | Martin Annen      | Svizzera    | 2 / 3   | 4 / 8   | 1 / 7  | 2 / 1   | 1 / 1   | 1 / 4     | 3 / 3   | 1165   |
| 2    | Aleksandr Zubkov  | Russia      | 3 / 2   | 6 / 2   | 3 / 1  | 5 / 2   | 4 / 5   | 3 / 2     | 2 / 1   | 1150   |
| 3    | Pierre Lueders    | Canada      | 8 / 4   | 1 / 6   | 2 / 6  | 1 / 3   | 2 / 2   | 2 / 1     | 1 / 5   | 1145   |
| 4    | André Lange       | Germania    | 1 / 4   | 2 / 3   | 4 / 3  | 3 / 5   | DNS / - | -         | 6 / 2   | 785    |
| 5    | Matthias Höpfner  | Germania    | 16 / 7  | 5 / 4   | - / 4  | 12 / 8  | 13 / 4  | 8 / 5     | 13 / 7  | 676    |
| 6    | Wolfgang Stampfer | Austria     | 4 / 10  | 10 / 5  | 8 / 10 | 6 / 14  | 8 / 12  | 6 / 13    | 10 / 12 | 658    |
| 7    | Todd Hays         | Stati Uniti | 11 / 1  | 8 / 1   | 5 / 2  | 9 / 4   | 5 / DNS | -         | -       | 624    |
| 8    | Ivo Rüegg         | Svizzera    | 22 / 13 | 11 / 13 | 9 / 15 | 15 / 12 | 9 / 6   | 4 / -     | 5 / 8   | 542    |
| 9    | René Spies        | Germania    | 10 / 8  | 3 / 7   | 6 / 11 | 7 / -   | 3 / 3   | DNS / DNS | -       | 541    |
| 10   | Jānis Miņins      | Lettonia    | 7 / 6   | 24 / 10 | 14 / 8 | 8 / 6   | 6 / 10  | 12 / 10   | 7 / 17  | 532    |

### Bob donne
| Pos. | Nome pilota             | Nazione     | WIN | ALT | IGL | COR | CES | STM | LAK | Totale |
| ---- | ----------------------- | ----------- | --- | --- | --- | --- | --- | --- | --- | ------ |
| 1    | Sandra Prokoff-Kiriasis | Germania    | 1   | 2   | 1   | 1   | 1   | 7   | 1   | 645    |
| 2    | Cathleen Martini        | Germania    | 3   | 1   | 2   | 5   | 5   | 6   | 4   | 530    |
| 3    | Susi Erdmann            | Germania    | 2   | DNS | 7   | 2   | 3   | 3   | 2   | 485    |
| 4    | Jean Racine             | Stati Uniti | 10  | 4   | 4   | 3   | 10  | 1   | 3   | 484    |
| 5    | Shauna Rohbock          | Stati Uniti | 6   | 3   | 3   | 7   | 2   | DNF | 6   | 425    |
| 6    | Eline Jurg              | Paesi Bassi | 7   | 6   | 11  | 10  | 4   | 5   | -   | 331    |
| 7    | Gerda Weißensteiner     | Italia      | 5   | 7   | 9   | 9   | 6   | 8   | -   | 320    |
| 8    | Nicola Minichiello      | Regno Unito | 4   | 13  | 5   | 4   | 15  | 9   | -   | 310    |
| 9    | Lesa Mayers-Stringer    | Canada      | 8   | 10  | 8   | 8   | 16  | 13  | 9   | 294    |
| 10   | Ilse Broeders           | Paesi Bassi | 9   | 5   | 6   | 11  | 12  | 12  | -   | 281    |